# Coupe UEFA 1987-1988
Navigation
Édition précédente Édition suivante
La Coupe UEFA 1987-1988 est la dix-septième édition de la Coupe de l'UEFA, qui oppose les meilleurs clubs européens qualifiés grâce aux résultats de leur championnat national. Cette édition voit les Allemands du Bayer 04 Leverkusen s'imposer en finale contre le club espagnol du RCD Espanyol de Barcelone. C'est la première finale européenne pour les deux équipes et la quatrième Coupe UEFA pour une formation allemande. La finale est le théâtre d'un retournement de situation inédit dans l'histoire de la Coupe UEFA (la seule à avoir la finale jouée en matchs aller-retour) : après avoir été battu trois buts à zéro au Stade de Sarrià de Barcelone, le Bayer Leverkusen parvient à remonter ce handicap à l'issue du match retour puis à remporter la séance de tirs au but.
Deux joueurs se partagent le titre honorifique de meilleur buteur de la compétition avec un total de six  buts : le Danois Kenneth Brylle Larsen du Club Bruges KV et le Grec Dimítrios Saravákos du Panathinaikos.
Pour cette édition, la Roumanie, l'Autriche et l'URSS obtiennent le droit d'engager une formation supplémentaire, au détriment de la France, de la RDA et de la Tchécoslovaquie.
L'IFK Göteborg, tenant du titre, est éliminé dès son entrée en lice par le club danois du Brøndby IF.
Cette édition est marquée par le nombre étonnant de retournements de situation entre les matchs aller et retour qui ont ponctué tous les tours (excepté les quarts de finale), y compris la finale que le Bayer Leverkusen remporte après une défaite 3-0 concédée à l'aller. L'exemple flagrant en est le FC Bruges qui remonte à trois reprises une défaite par deux, deux et trois buts d'écart avant de s'incliner en demi-finale malgré une victoire acquise à l'aller sur le score de 2-0.

## Trente-deuxièmes de finale
| Équipe 1                 | Résultat | Équipe 2                   | Aller | Retour |
| ------------------------ | -------- | -------------------------- | ----- | ------ |
| Beşiktaş JK              | 1 - 3    | Inter Milan                | 0 - 0 | 1 - 3  |
| Bohemian FC              | 0 - 1    | Aberdeen FC                | 0 - 0 | 0 - 1  |
| Borussia Mönchengladbach | 1 - 5    | RCD Espanyol de Barcelone  | 0 - 1 | 1 - 4  |
| Brøndby IF               | 2 - 1    | IFK GöteborgT              | 2 - 1 | 0 - 0  |
| Budapest Honvéd          | 1 - 0    | KSC Lokeren                | 1 - 0 | 0 - 0  |
| Celtic FC                | 2 - 3    | Borussia Dortmund          | 2 - 1 | 0 - 2  |
| Coleraine FC             | 1 - 4    | Dundee United              | 0 - 1 | 1 - 3  |
| EPA Larnaca              | 0 - 4    | Victoria Bucarest          | 0 - 1 | 0 - 3  |
| FC Barcelone             | 2 - 1    | CF Belenenses              | 2 - 0 | 0 - 1  |
| Wismut Aue               | 1e - 1   | Valur Reykjavik            | 0 - 0 | 1 - 1  |
| FK Spartak Moscou        | 3 - 1    | SG Dynamo Dresde           | 3 - 0 | 0 - 1  |
| Universitatea Craiova    | 4 - 4e   | Grupo Desportivo de Chaves | 3 - 2 | 1 - 2  |
| FC Vitkovice             | 3 - 1    | AIK Fotboll                | 1 - 1 | 2 - 0  |
| Zenit Leningrad          | 2 - 5    | Club Bruges KV             | 2 - 0 | 0 - 5  |
| Feyenoord Rotterdam      | 10 - 2   | Spora Luxembourg           | 5 - 0 | 5 - 2  |
| FK Austria Vienne        | 1 - 5    | Bayer 04 Leverkusen        | 0 - 0 | 1 - 5  |
| Grasshopper Club Zurich  | 0 - 5    | FK Dynamo Moscou           | 0 - 4 | 0 - 1  |
| KSK Beveren              | 2 - 1    | Bohemians 1905             | 2 - 0 | 0 - 1  |
| KS Flamurtari Vlorë      | 3 - 2    | FK Partizan Belgrade       | 2 - 0 | 1 - 2  |
| Linz ASK                 | 0 - 2    | FC Utrecht                 | 0 - 0 | 0 - 2  |
| Mjøndalen IF Fotball     | 1 - 5    | Werder Brême               | 0 - 5 | 1 - 0  |
| Panathinaïkos            | 4 - 3    | AJ Auxerre                 | 2 - 0 | 2 - 3  |
| Lokomotiv Sofia          | 3 - 4    | SK Dinamo Tbilissi         | 3 - 1 | 0 - 3  |
| Pogoń Szczecin           | 2 - 4    | Hellas Vérone              | 1 - 1 | 1 - 3  |
| Étoile rouge de Belgrade | 5 - 2    | Trakia Plovdiv             | 3 - 0 | 2 - 2  |
| Sporting de Gijón        | 1 - 3    | Milan AC                   | 1 - 0 | 0 - 3  |
| CF Sportul Studenţesc    | 3 - 1    | GKS Katowice               | 1 - 0 | 2 - 1  |
| FC Tatabánya             | 1 - 2    | Vitória SC                 | 1 - 1 | 0 - 1  |
| Toulouse FC              | 6 - 1    | Paniónios GSS              | 5 - 1 | 1 - 0  |
| TPS Turku                | 2 - 1    | Admira Wacker Vienne       | 0 - 1 | 2 - 0  |
| Valletta FC              | 0 - 7    | Juventus Turin             | 0 - 4 | 0 - 3  |
| FK Velež Mostar          | 5 - 3    | FC Sion                    | 5 - 0 | 0 - 3  |

## Seizièmes de finale
| Équipe 1                 | Résultat        | Équipe 2                  | Aller | Retour   |
| ------------------------ | --------------- | ------------------------- | ----- | -------- |
| Milan AC                 | 0 - 2           | RCD Espanyol de Barcelone | 0 - 2 | 0 - 0    |
| Aberdeen FC              | 2 - 2e          | Feyenoord Rotterdam       | 2 - 1 | 0 - 1    |
| Borussia Dortmund        | 3 - 2           | FK Velež Mostar           | 2 - 0 | 1 - 2    |
| Brøndby IF               | 3 - 3 (0-3 tab) | Sportul Studenţesc        | 3 - 0 | 0 - 3    |
| Desportivo de Chaves     | 2 - 5           | Budapest Honvéd           | 1 - 2 | 1 - 3    |
| Dundee United            | 2 - 3           | FC Vitkovice              | 1 - 2 | 1 - 1    |
| FC Utrecht               | 2 - 3           | Hellas Vérone             | 1 - 1 | 1 - 2    |
| FC Barcelone             | 2 - 0           | FK Dynamo Moscou          | 2 - 0 | 0 - 0    |
| Wismut Aue               | 1 - 2           | Flamurtari Vlorë          | 1 - 0 | 0 - 2    |
| FK Spartak Moscou        | 6 - 7           | Werder Brême              | 4 - 1 | 2 - 6 ap |
| Inter Milan              | 2 - 1           | TPS Turku                 | 0 - 1 | 2 - 0    |
| Panathinaïkos            | 3e - 3          | Juventus Turin            | 1 - 0 | 2 - 3    |
| Étoile rouge de Belgrade | 3 - 5           | Club Bruges KV            | 3 - 1 | 0 - 4    |
| Toulouse FC              | 1 - 2           | Bayer 04 Leverkusen       | 1 - 1 | 0 - 1    |
| Victoria Bucarest        | 1 - 2           | SK Dinamo Tbilissi        | 1 - 2 | 0 - 0    |
| Vitória Sport Clube      | 1 - 1 (5-4 tab) | KSK Beveren               | 1 - 0 | 0 - 1    |

## Huitièmes de finale
| Équipe 1            | Résultat       | Équipe 2                    | Aller | Retour   |
| ------------------- | -------------- | --------------------------- | ----- | -------- |
| Borussia Dortmund   | 3 - 5          | Club Bruges KV              | 3 - 0 | 0 - 5 ap |
| Budapest Honvéd     | 6 - 7          | Panathinaïkos               | 5 - 2 | 1 - 5    |
| FC Barcelone        | 4 - 2          | Flamurtari Vlorë            | 4 - 1 | 0 - 1    |
| Feyenoord Rotterdam | 2 - 3          | Bayer 04 Leverkusen         | 2 - 2 | 0 - 1    |
| Hellas Vérone       | 4 - 1          | Sportul Studentesc Bucarest | 3 - 1 | 1 - 0    |
| Inter Milan         | 1 - 2          | RCD Espanyol de Barcelone   | 1 - 1 | 0 - 1    |
| Vitoria Guimarães   | 2 - 2 (4-5tab) | FC Vitkovice                | 2 - 0 | 0 - 2    |
| Werder Brême        | 3 - 2          | SK Dinamo Tbilissi          | 2 - 1 | 1 - 1    |

## Quarts de finale
| Équipe 1                  | Résultat | Équipe 2       | Aller | Retour |
| ------------------------- | -------- | -------------- | ----- | ------ |
| Bayer 04 Leverkusen       | 1 - 0    | FC Barcelone   | 0 - 0 | 1 - 0  |
| Hellas Vérone             | 1 - 2    | Werder Brême   | 0 - 1 | 1 - 1  |
| Panathinaïkos             | 2 - 3    | Club Bruges KV | 2 - 2 | 0 - 1  |
| RCD Espanyol de Barcelone | 2 - 0    | FC Vitkovice   | 2 - 0 | 0 - 0  |

## Demi-finales
| Équipe 1            | Résultat | Équipe 2                  | Aller | Retour   |
| ------------------- | -------- | ------------------------- | ----- | -------- |
| Bayer 04 Leverkusen | 1 - 0    | Werder Brême              | 1 - 0 | 0 - 0    |
| Club Bruges KV      | 2 - 3    | RCD Espanyol de Barcelone | 2 - 0 | 0 - 3 ap |

## Finale
| Équipe 1                  | Résultat       | Équipe 2            | Aller | Retour |
| ------------------------- | -------------- | ------------------- | ----- | ------ |
| RCD Espanyol de Barcelone | 3 - 3 (2-3tab) | Bayer 04 Leverkusen | 3 - 0 | 0 - 3  |

## Retournements de situations notables
| Match | Équipe 1                 | Résultat       | Équipe 2           | Aller | Retour   |
| ----- | ------------------------ | -------------- | ------------------ | ----- | -------- |
| 1/32  | Zenit Leningrad          | 2 - 5          | FC Bruges          | 2 - 0 | 0 - 5    |
| 1/32  | Lokomotiv Sofia          | 3 - 4          | Dinamo Tbilissi    | 3 - 1 | 0 - 3    |
| 1/16  | Brøndby IF               | 3 - 3 (0-3tab) | Sportul Studenţesc | 3 - 0 | 0 - 3    |
| 1/16  | Spartak Moscou           | 6 - 7          | Werder Brême       | 4 - 1 | 2 - 6 ap |
| 1/16  | Étoile rouge de Belgrade | 3 - 5          | FC Bruges          | 3 - 1 | 0 - 4    |
| 1/8   | Borussia Dortmund        | 3 - 5          | FC Bruges          | 3 - 0 | 0 - 5 ap |
| 1/8   | Budapest Honvéd          | 6 - 7          | Panathinaïkos      | 5 - 2 | 1 - 5    |
| 1/8   | Vitoria Guimarães        | 2 - 2 (4-5tab) | FC Vitkovice       | 2 - 0 | 0 - 2    |
| 1/2   | FC Bruges                | 2 - 3          | Espanyol Barcelone | 2 - 0 | 0 - 3 ap |
| Fin.  | Espanyol Barcelone       | 3 - 3 (2-3tab) | Bayer Leverkusen   | 3 - 0 | 0 - 3    |